# Lamiaceae
Las lamiáceas (Lamiaceae), anteriormente y alternativamente Labiatae (labiadas), son una familia de plantas con flores del orden Lamiales que comprende unos 245 géneros y alrededor de 7900 especies taxonómicamente admitidos, lo que la convierte en uno de los mayores grupos del actual reino vegetal.

## Descripción
Son generalmente hierbas, perennes o anuales, raramente suculentas, pero también plantas arbustivas o sufruticosas, y más infrecuentemente enredaderas e incluso árboles (por ejemplo la teca, Tectona grandis, especie arbórea frondosa de hasta 30 m de altura). Usualmente son aromáticas y de tallos aéreos de sección cuadrangular, glabros o pelosos, y más raramente con tallos subterráneos estoloníferos o tuberculados.
Las hojas son habitualmente opuestas, decusadas, a veces más de dos por verticilo, simples, de lineares a anchamente ovadas, enteras, serradas, dentadas, lobuladas o pinnatífidas.
Las inflorescencias se organizan en cimas formadas por verticilastros bi o multiflorales, con flores sentadas o pediceladas. Las brácteas son generalmente similares a las hojas y las bractéolas son frecuentemente lineares. Las flores, generalmente pentámeras, son hermafroditas, a veces femeninas en el caso de ginodioecia, con cáliz actinomorfo o zigomorfo, con 5 sépalos soldados, excepto en Mentha cervina con 4, Ballota hirsuta y Marrubium vulgare con 10 y Origanum majorana, en el que está reducido a una escama. La corola, de 5 pétalos soldados, es usualmente bilabiada, pero también puede ser unilabiada (por ejemplo en Teucrium). El androceo, tiene 4 estambres, excepto en Salvia, Rosmarinus, Lycopus y Ziziphora, que llevan solo 2, mientras el gineceo es bicarpelar, con ovario tetralocular debido a la formación de un falso septo en la pared del carpelo, y con los lóculos monospermos. El estilo, generalmente insertado en la base del gineceo, es filiforme, largo, fino, peloso o no, con estigma bífido, a veces dividido en 4.
El fruto es, en la mayoría de los casos, un esquizocarpo, rodeado del cáliz persistente, formado por 4 núculas (tetranúcula) secas e indehiscentes, con o sin endosperma, de las que, a menudo, no maduran todas. Menos corriente son los frutos en núculas drupáceas, con exocarpo espeso y carnoso y endocarpo coriáceo (por ejemplo, y de manera generalizada, en la subfamilia Viticoideae).

## Distribución
Cosmopolita —aunque muy desigualmente repartida— excepto en las zonas polares (arctica y austral) y los desiertos extremos (Sahara, excepto los oasis, Desierto de Gobi, Arabia - Rub al-Jali, An-Nafud). Esencialmente representada en el Mediterráneo y el suroeste de Asia y apenas en los bosques tropicales.

## Especies relevantes
Algunas especies conocidas de la familia Lamiaceae son:
- Albahaca (Ocimum basilicum) – Usada en cocina (pesto, ensaladas).
- Menta (Mentha spp.) – Incluye:
  - Mentha piperita (menta piperita).
  - Mentha spicata (hierbabuena).
- Orégano (Origanum vulgare) – Habitual en pizza y cocina mediterránea.
- Tomillo (Thymus vulgaris) – Condimento.
- Romero (Salvia rosmarinus) – Aromatizante y ornamental.
- Salvia (Salvia officinalis) – Culinaria.
- Mejorana (Origanum majorana) – Similar al orégano, pero más dulce.
- Lavanda (Lavandula spp.) – Incluye:
  - Lavandula angustifolia (lavanda fina).
  - Lavandula x intermedia (lavandín).

- Melisa (Melissa officinalis) – Usado en infusiones.
- Hisopo (Hyssopus officinalis) – Usado en infusiones y licores.
- Poleo (Mentha pulegium) – Usado en infusiones. Tóxico en altas dosis.

## Propiedades y usos

### Medicinales

#### Indicaciones
Desde tiempos remotos, el ser humano ha descubierto y utilizado las propiedades benéficas de muchas especies de la familia. En particular, sus bondades antisépticas y cicatrizantes tópicas contra las llagas, heridas y otras dolencias externas. Como ejemplo, el alcohol de romero (Salvia rosmarinus) es todavía de uso corriente en el Mediterráneo para numerosas afecciones no sangrantes, como trastornos circulatorios, celulitis, dolores musculares, articulares, reumáticos, caída del cabello o resfriados.

### Alimenticios
Fuente de proteínas 

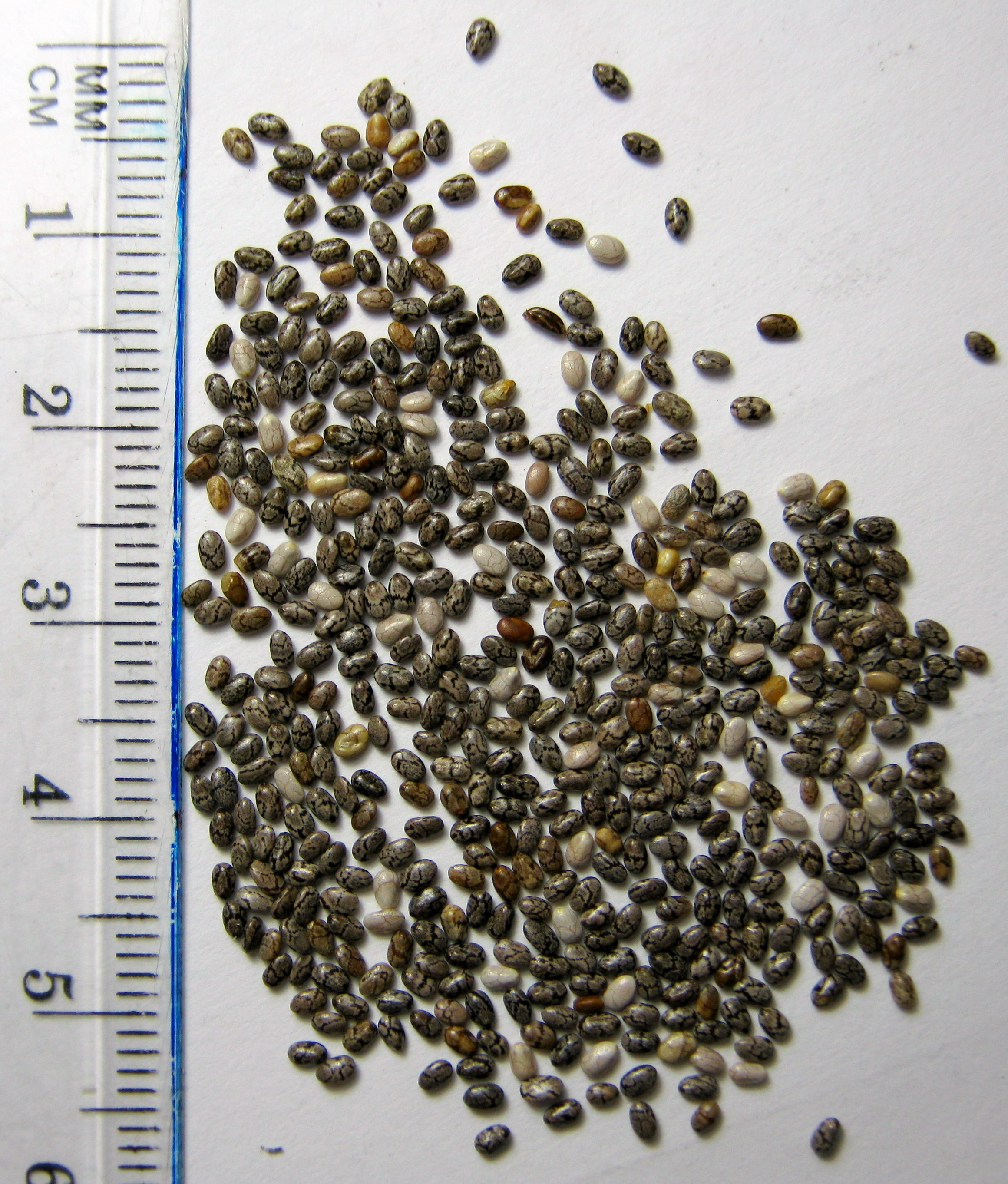
Semillas comestibles de Salvia hispanica.

En tiempos precolombinos en México, se cultivó una especie de Salvia, la "chía", que en aquel entonces era un alimento básico de la dieta alimenticia, para aprovechamiento de sus semillas que es una importante fuente de proteínas en forma de harina o de bebida.
Sustituto de la patata

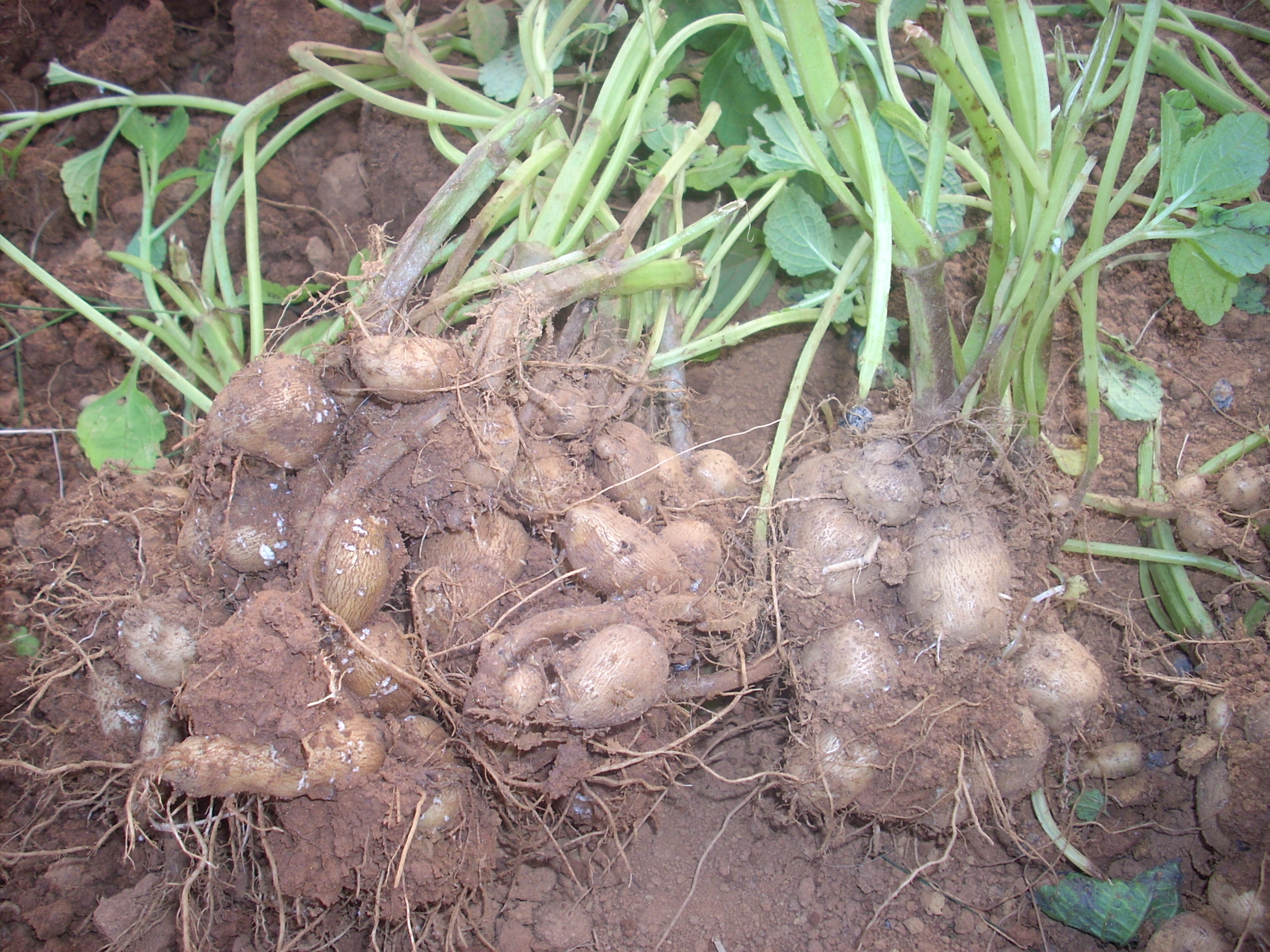
Tubérculos comestibles de Plectranthus rotundifolius en Amalanagar, India occidental.

Por lo menos una especie de las llamadas Plantas del dinero (Plectranthus rotundifolius, la "patata de los Hausas"), nativa de la India y de África tropical, es cultivada en el oeste africano y Asia meridional para aprovechar sus tubérculos subterráneos comestibles, que, por su contenido en azúcares y proteínas y alto poder nutritivo (400 calorías/100 g), constituye, hervido o frito, un sustituto local de la patata.
Condimentos y especias
Debido a sus cualidades aromáticas, un cierto número de especies se usan desde tiempos inmemoriales para aderezar la comida, en particular la cocina mediterránea, por ejemplo: el tomillo Thymus, el romero Salvia rosmarinus, la albahaca Ocimum basilicum, la menta Mentha, el orégano Origanum vulgare, etc.

## Sinónimos
- Aegiphilaceae Raf.
- Chloanthaceae Hutch.
- Dicrastylidiaceae  J.Drumm. ex Harv.
- Glechomaceae Martinov
- Labiatae Juss.
- Melittidaceae Martinov
- Menthaceae Burnett
- Monardaceae Döll
- Nepetaceae Bercht. & J.Presl
- Salazariaceae F.A.Barkley
- Salviaceae Bercht. & J.Presl
- Saturejaceae Döll
- Scutellariaceae Döll
- Siphonanthaceae Raf.
- Stachydaceae Döll
- Symphoremataceae Wight
- Viticaceae Juss.[2]

## Subdivisiones

### Subfamilias
- Symphorematoideae Briquet: 3 géneros y 27 especies - sin. Symphoremataceae Wight
- Viticoideae Briquet: 10 géneros y 350-500 especies - sin. Symphoremataceae Wight
- Ajugoideae Kosteletzky: 24 géneros, 1115 especies - sin. Aegiphilaceae Raf., Ajugaceae Döll, Siphonanthaceae Raf.
- Prostantheroideae Luersson: 16 géneros y 317 especies - sin. Chloanthaceae Hutch.
- Nepetoideae Kosteletzky: 105 géneros, 3675 especies - sin. Glechomaceae Martynov, Mellitidaceae Martynov, Menthaceae Burnett, Monardaceae Döll, Nepetaceae Bercht. & J.Presl, Salviaceae Bercht. & J. Presl, Saturejaceae Döll
- Scutellarioideae Caruel: 5 géneros, 380 especies - sin. Salazariaceae F.A.Barkley, Scutellariaceae Döll
- Lamioideae Harley: 63 géneros, 1260 especies - sin. Melissaceae Bercht. & J.Presl, Stachydaceae Döll
- incertae sedis: unos 10 géneros no asignados a ninguna subfamilia, incluyendo Callicarpa (140 especies), Tectona (4 spp.), Hymenopyramis (7 spp.), Petraeovitex (8 spp.), Peronema (1 sp.), Garrettia (1 sp.), Cymaria (2 spp.), Acrymia (1 sp.), Holocheila (1 sp.) y Ombrocharis (1 sp.).[2][9]

### Géneros
Existen notables divergencias, según las fuentes, sobre la validez de unos cuantos géneros. La lista que sigue se atiende a la publicada por el APG en su más reciente versión (septiembre de 2013).
En negrita, los géneros con más especies (con el número entre paréntesis).
- Acanthomintha
- Achyrospermum
- Acinos
- Acrocephalus
- Acrotome
- Acrymia
- Adelosa
- Aegiphila
- Aeollanthus
- Agastache
- Ajuga
- Ajugoides
- Alajja
- Alvesia
- Amasonia
- Amethystea
- Anisochilus
- Anisomeles
- Archboldia
- Ascocarydion
- Asterohyptis
- Ballota
- Basilicum
- Becium
- Benguellia
- Blephilia
- Bostrychanthera
- Bovonia
- Brazoria
- Burnatastrum
- Bystropogon
- Calamintha
- Calchas
- Callicarpa
- Capitanopsis
- Capitanya
- Caryopteris
- Catoferia
- Cedronella
- Ceratanthus
- Chaiturus
- Chamaesphacos
- Chaunostoma
- Ceratanthus
- Chelonopsis
- Chloanthes
- Cleonia
- Clerodendrum (150)
- Clinopodium
- Colebrookea (100)
- Coleus
- Collinsonia
- Colquhounia
- Comanthosphace
- Congea
- Conradina
- Coridothymus
- Cornutia
- Craniotome
- Cuminia
- Cunila
- Cyanostegia
- Cyclotrichium
- Cymaria
- Dauphinea
- Dicerandra
- Dicrastylis
- Dorystaechas
- Dracocephalum
- Drepanocaryum
- Elsholtzia
- Endostemon
- Englerastrum
- Eremostachys
- Eriope
- Eriophyton
- Eriopidion
- Eriothymus
- Erythrochlamys
- Euhesperida
- Eurysolen
- Faradaya
- Fuerstia
- Galeopsis
- Gardoquia
- Garrettia
- Geniosporum
- Germanea
- Glechoma
- Glechon
- Glossocarya
- Gmelina
- Gomphostemma
- Gontscharovia
- Hanceola
- Haplostachys
- Haumaniastrum
- Hedeoma
- Hemiandra
- Hemigenia
- Hemiphora
- Hemizygia
- Hesperozygis
- Heterolamium
- Hoehnea
- Holmskioldia
- Holocheila
- Holostylon
- Horminum
- Hosea
- Hoslundia
- Huxleya
- Hymenocrater
- Hymenopyramis
- Hypenia
- Hypogomphia
- Hyptidendron
- Hyptis	(280)
- Hyssopus
- Iboza
- Isodictyophorus
- Isodon (100)
- Isoleucas
- Karomia
- Keiskea
- Kudrjaschevia
- Kurzamra
- Lachnostachys
- Lagochilus
- Lallemantia
- Lamium
- Lavandula
- Leocus
- Leonotis
- Leonurus
- Lepechinia
- Leucas (100)
- Leucosceptrum
- Limniboza
- Lophanthus
- Loxocalyx
- Lycopus
- Macbridea
- Madlabium
- Mallophora
- Marmoritis
- Marrubium
- Marsypianthes
- Meehania
- Melissa
- Melittis
- Mentha
- Meriandra
- Mesona
- Metastachydium
- Microcorys
- Micromeria
- Microtoena
- Minthostachys
- Moluccella
- Monarda
- Monardella
- Monochilus
- Mosla
- Neoeplingia
- Neohyptis
- Neomuelle
- Neorapinia
- Nepeta	(200)
- Newcastelia
- Nosema
- Notochaete
- Ocimum
- Octomeron
- Ombrocharis
- Oncinocalyx
- Origanum
- Orthosiphon
- Otostegia
- Oxera
- Panzerina
- Paralamium
- Paraphlomis
- Paravitex
- Peltodon
- Pentapleura
- Perilla
- Perillula
- Peronema
- Perovskia
- Perrierastrum
- Petitia
- Petraeovitex
- Phlomidoschema
- Phlomis
- Phlomoides (150)
- Phyllostegia
- Physopsis
- Physostegia
- Piloblephis
- Pitardia
- Pityrodia
- Platostoma
- Plectranthus (300)
- Pogogyne
- Pogostemon
- Poliomintha
- Prasium
- Premna
- Prostanthera (100)
- Prunella
- Pseuderemostachys
- Pseudocarpidium
- Pseudomarrubium
- Puntia
- Pycnanthemum
- Pycnostachys
- Rabdosiella
- Renschia
- Rhabdocaulon
- Rhaphiodon
- Rhododon
- Rosmarinus
- Rostrinucula
- Roylea
- Rubiteucris
- Sabaudia
- Saccocalyx
- Salvia (900)
- Satureja
- Schizonepeta
- Schnabelia
- Scutellaria (360)
- Sideritis (140)
- Solenostemon
- Spartothamnella
- Sphenodesme
- Stachydeoma
- Stachyopsis
- Stachys (300)
- Stenogyne
- Sulaimania
- Suzukia
- Symphorema
- Symphostemon
- Synandra
- Syncolostemon
- Tectona
- Teijsmanniodendron
- Tetraclea
- Tetradenia
- Teucridium
- Teucrium (250)
- Thorncroftia
- Thuspeinanta
- Thymbra
- Thymus (220)
- Tinnea
- Trichostema
- Tsoongia
- Vitex (250)
- Viticipremna
- Wenchengia
- Westringia
- Wiedemannia
- Zataria
- Zhumeria
- Ziziphora[1]

## Etimología de lamiaceae
El nombre proviene del género tipo Lamium del latín lamia. Uno de los primeros autores que menciona este origen es Plinio el Viejo que se refiere a este Lamium como una "ortiga  muerta, es decir, una ortiga falsa porque ha perdido su  poder urticante. Lamia proviene de la misma palabra griega para designar a una criatura monstruosa (Lamia, ogresa  en la mitología griega), que viene de laimos, garganta, gaznate. La corola  bilabiada (con dos "labios") de las Lamiaceae puede, en efecto, evocar, para una mente imaginativa, una boca abierta.
El nombre científico original (nomen conservandum) de Labiatae fue dado en 1789 por Antoine-Laurent de Jussieu en Genera plantarum, obra considerada como la base de la nomenclatura de familias por el Código Internacional de Nomenclatura de las algas, hongos y plantas el código internacional de nomenclatura botánica. El término proviene del latín labia, "labio", en referencia a la característica corola. El labio superior en forma de casco (formado por 2 pétalos fusionados) protege los órganos reproductores de las inclemencias del tiempo y del sol; el labio inferior (formado por 3 pétalos fusionados) sirve de plataforma para el insecto que viene a recoger el néctar, siendo el polinizador a menudo dirigido por una guía de néctar.